# Ranunculus cassubicifolius
Ranunculus cassubicifolius är en ranunkelväxtart som beskrevs av W. Koch. Ranunculus cassubicifolius ingår i släktet ranunkler, och familjen ranunkelväxter. Inga underarter finns listade i Catalogue of Life.

## Bildgalleri

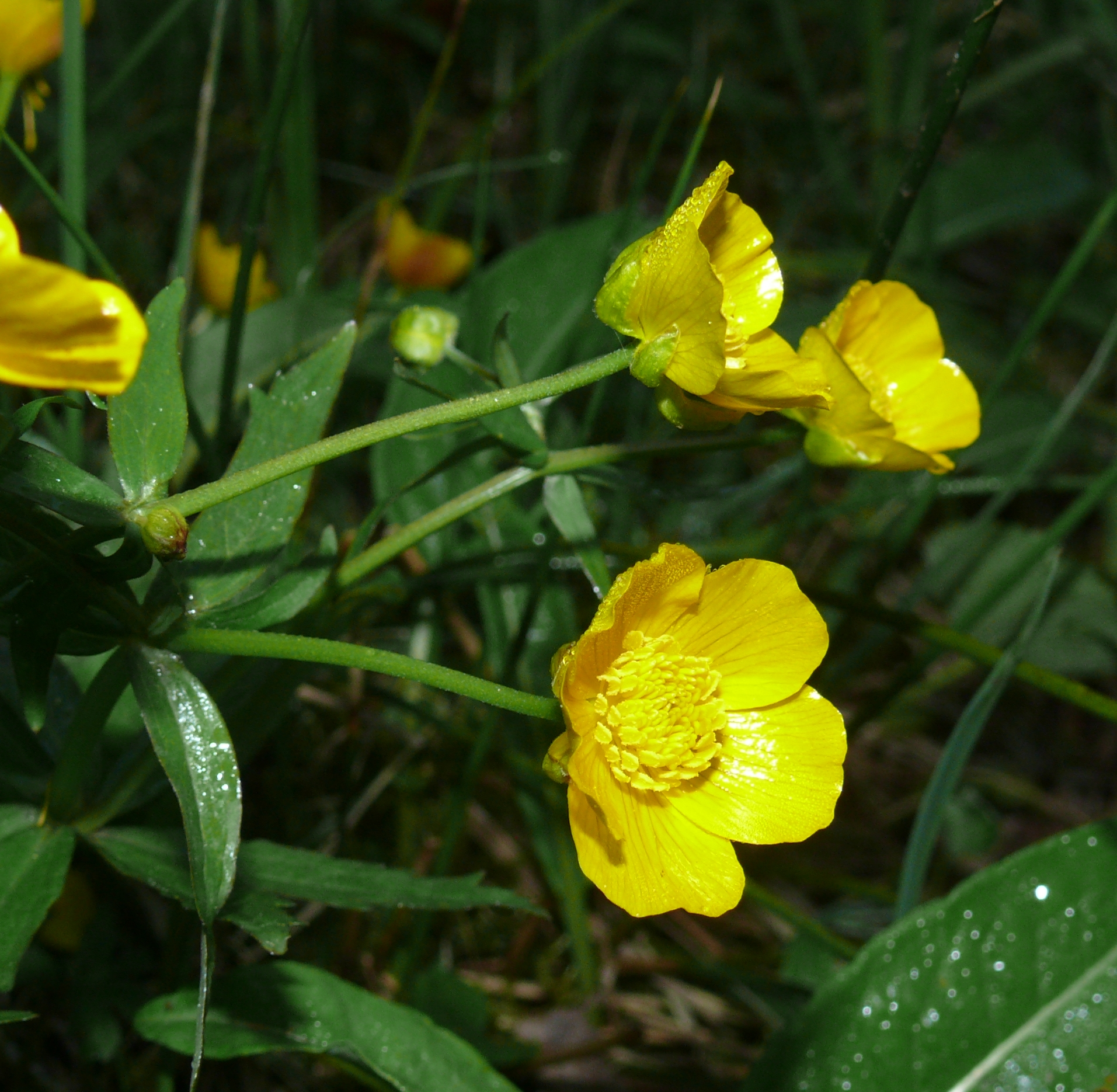
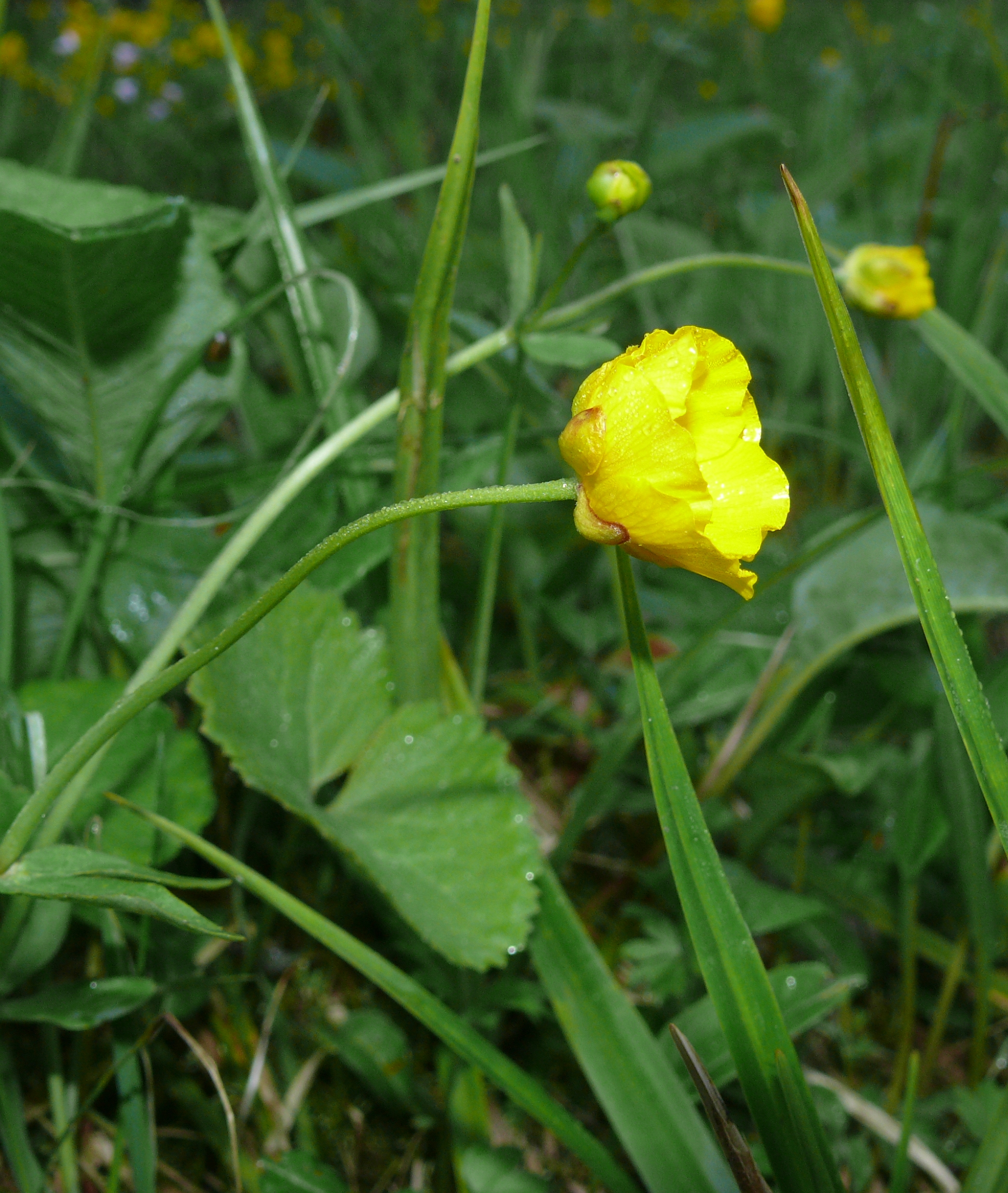
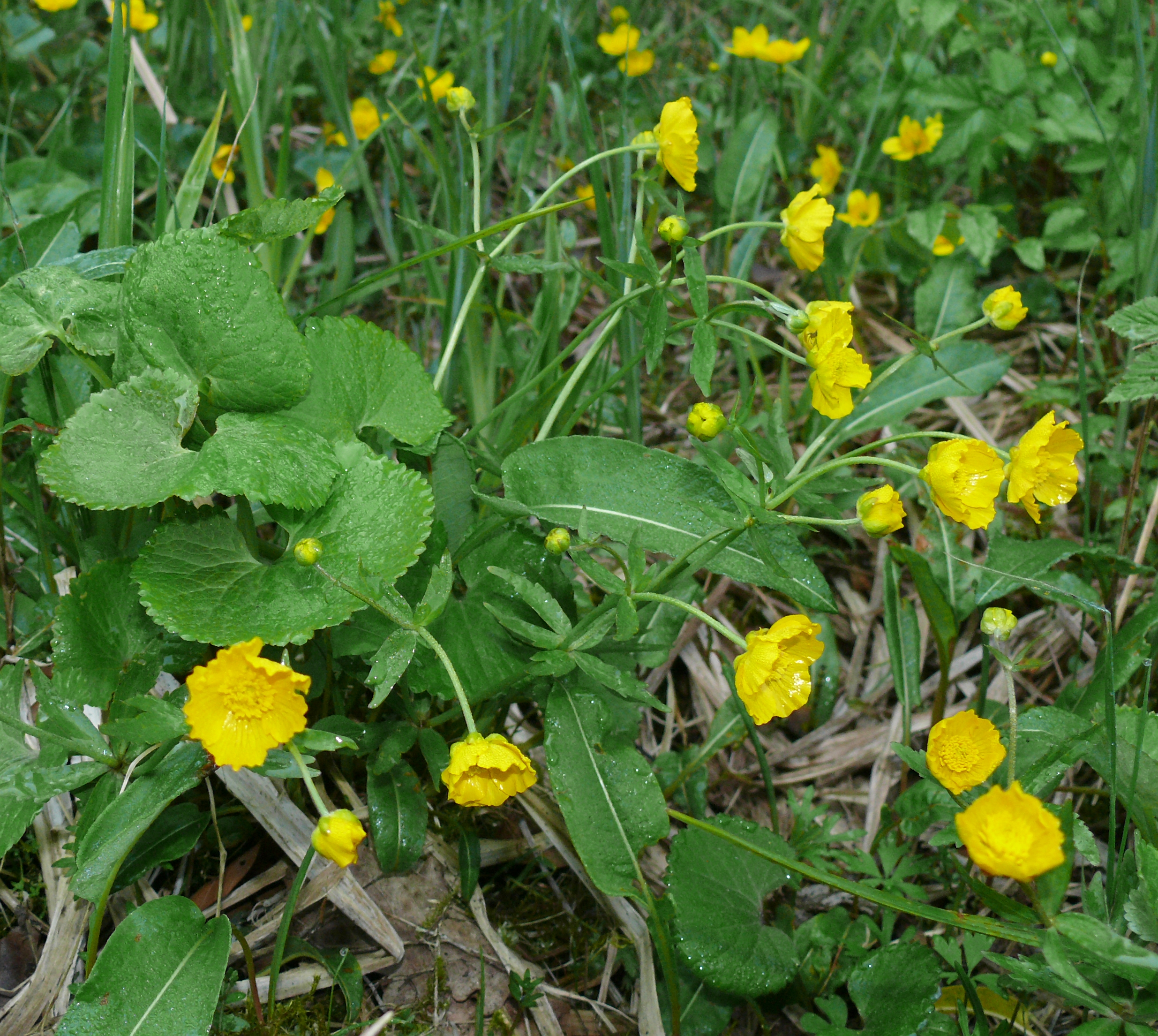